# High Hopes (bài hát của Panic! at the Disco)
"High Hopes" là một bài hát của ban nhạc người Mỹ Panic! at the Disco nằm trong album phòng thu thứ sáu của họ, Pray for the Wicked (2018). Nó được phát hành vào ngày 23 tháng 5 năm 2018 như là đĩa đơn thứ hai trích từ album bởi Fueled by Ramen và DCD2 Records. Bài hát được đồng viết lời và sản xuất bởi Jake Sinclair và Jonas Jeberg, với sự tham gia đồng viết lời từ thành viên của nhóm Brendon Urie cũng như Jenny Owen Youngs, Lauren Pritchard, Sam Hollander, William Lobban-Bean, Taylor Parks, và Ilsey Juber; bên cạnh đóng góp hỗ trợ sản xuất từ Jonny Coffer. "High Hopes" là một bản pop rock kết hợp với những yếu tố của alternative rock mang nội dung đề cập đến hành trình từ thất bại đến thực hiện hóa ước mơ của một người đàn ông, trong đó anh thuật lại những điều ước của bản thân trong cuộc sống, và bây giờ anh đang nhìn lại chính mình sau khi cuộc đấu tranh đã trải qua và quá trình đi đến thành công của hiện tại.
Sau khi phát hành, "High Hopes" nhận được những phản ứng tích cực từ các nhà phê bình âm nhạc, trong đó họ đánh giá cao giai điệu hấp dẫn, chất giọng của Urie, thông điệp truyền tải tích cực cũng như quá trình sản xuất nó. Ngoài ra, bài hát còn gặt hái nhiều giải thưởng và đề cử tại những lễ trao giải lớn, bao gồm chiến thắng tại giải thưởng âm nhạc Billboard năm 2019 cho Top Bài hát Rock và một đề cử tại giải thưởng Âm nhạc Mỹ năm 2019 cho Bài hát Pop/Rock được yêu thích nhất. "High Hopes" cũng tiếp nhận những thành công vượt trội về mặt thương mại và là tác phẩm thành công nhất của Panic! at the Disco trên thị trường quốc tế, đứng đầu bảng xếp hạng ở Ba Lan cũng như lọt vào top 10 ở nhiều thị trường lớn như Úc, Bỉ, Canada, Phần Lan, Đức, Hungary, Israel, Hà Lan, Thụy Điển và Thụy Sĩ. Tại Hoa Kỳ, nó đạt vị trí thứ tư trên bảng xếp hạng Billboard Hot 100, trở thành đĩa đơn thứ hai của nhóm vươn đến top 10 và đạt thứ hạng cao nhất tại đây.
Video ca nhạc cho "High Hopes" được đạo diễn bởi Brendan Walter và Mel Soria, trong đó bao gồm những cảnh Urie bước đi trên đường phố và phía ngoài của một tòa nhà chọc trời để gặp ban nhạc của anh ở phía trên. Nó đã chiến thắng một đề cử tại giải Video âm nhạc của MTV năm 2019 ở hạng mục Video Rock xuất sắc nhất. Để quảng bá bài hát, Panic! at the Disco đã trình diễn nó trên nhiều chương trình truyền hình và lễ trao giải lớn, bao gồm Today, The Voice, giải Video âm nhạc của MTV năm 2018 và giải Âm nhạc châu Âu của MTV năm 2018, cũng như trong nhiều chuyến lưu diễn của họ. Kể từ khi phát hành, "High Hopes" đã được hát lại và sử dụng làm nhạc mẫu bởi nhiều nghệ sĩ, như Walk off the Earth, The Vamps, Mike Tompkins và Our Last Night, cũng như được sử dụng cho nhiều sự kiện thể thao và chiến dịch bầu cử bởi giai điệu và thông điệp của bài hát. Tính đến nay, nó đã bán được hơn 7 triệu bản trên toàn cầu, trở thành một trong những đĩa đơn bán chạy nhất mọi thời đại.

## Danh sách bài hát
- Tải kĩ thuật số – White Panda phối lại[4]

1. "High Hopes" (White Panda phối lại) – 2:56

- Tải kĩ thuật số – Don Diablo phối lại[5]

1. "High Hopes" (Don Diablo phối lại) – 3:05

- Tải kĩ thuật số – bản trực tiếp[6]

1. "High Hopes" (trực tiếp) – 3:22

## Thành phần thực hiện
| - Brendon Urie – giọng chính, giọng nền, viết lời, trống, piano - Jake Sinclair – viết lời, sản xuất, guitar, giọng nền, bass - Jenny Owen Youngs – viết lời - Lauren Pritchard – viết lời - Sam Hollander – viết lời - William Lobban-Bean – viết lời, lập trình - Jonas Jeberg – viết lời, sản xuất - Taylor Parks – viết lời - Ilsey Juber – viết lời, giọng nền - Jonny Coffer – hỗ trợ sản xuất, lập trình - Kenneth Harris – guitar, giọng nền - Rouble Kapoor – kỹ sư - Suzy Shinn – kỹ sư, giọng nền - Claudius Mittendorfer – phối khí - Rob Mathes – nhạc trưởng, sắp xếp dàn nhạc - Bruce Dukov – vĩ cầm - Katia Popov – vĩ cầm - Charlie Bisharat – vĩ cầm - Steve Erdody – trung hồ cầm | - Peter Hanson – vĩ cầm - Peter Lale – vĩ cầm trầm - Thomas Bowes – vĩ cầm - Caroline Dale – trung hồ cầm - Emlyn Singleton – vĩ cầm - Tom Pigott-Smith – vĩ cầm - Cathy Thompson – vĩ cầm - Bruce White – vĩ cầm trầm - Julie Gigante – vĩ cầm - Morgan Jones – saxophone - Warren Zielinski – vĩ cầm - Rita Manning – vĩ cầm - Maya Magub – vĩ cầm - Brian Dembow – vĩ cầm trầm - Shawn Mann – vĩ cầm trầm - Tereza Stanislav – vĩ cầm - Serena McKinney – vĩ cầm - Robert Brophy – vĩ cầm trầm - Helen Nightengale – vĩ cầm | - Jessica Guideri – vĩ cầm - Eric Byers – trung hồ cầm - Zach Dellinger – vĩ cầm trầm - Tim Gill – trung hồ cầm - Jackie Hartley – vĩ cầm - Lisa Liu – vĩ cầm - Jonathan Bradley – kèn - Jacob Braun – vĩ cầm trầm - Ryan Dragon – kèn đồng - Mike Rocha – kèn - Peter Slocombe – saxophone - Jason Fabus – saxophone - Emily Lazar – master - Amber Jones – master - Chris Allgood – master - Jason Moser – master - Rachel White – master - Sacha Bambadji – master |

## Xếp hạng
| Bảng xếp hạng (2018-20)                   | Vị trí cao nhất |
| ----------------------------------------- | --------------- |
| Úc (ARIA)                                 | 7               |
| Áo (Ö3 Austria Top 40)                    | 3               |
| Bỉ (Ultratop 50 Flanders)                 | 2               |
| Bỉ (Ultratop 50 Wallonia)                 | 10              |
| Bolivia (Monitor Latino)                  | 5               |
| Canada (Canadian Hot 100)                 | 5               |
| Canada AC (Billboard)                     | 12              |
| Canada CHR/Top 40 (Billboard)             | 1               |
| Canada Hot AC (Billboard)                 | 1               |
| Canada Rock (Billboard)                   | 36              |
| Cộng hòa Séc (Rádio Top 100)              | 10              |
| Cộng hòa Séc (Singles Digitál Top 100)    | 2               |
| Đan Mạch (Tracklisten)                    | 12              |
| Estonia (IFPI)                            | 6               |
| Châu Âu Nhạc số (Billboard)               | 4               |
| Phần Lan (Suomen virallinen lista)        | 5               |
| Pháp (SNEP)                               | 15              |
| Đức (Official German Charts)              | 5               |
| Hungary (Rádiós Top 40)                   | 2               |
| Hungary (Single Top 40)                   | 5               |
| Hungary (Stream Top 40)                   | 4               |
| Ireland (IRMA)                            | 13              |
| Israel (Media Forest)                     | 3               |
| Ý (FIMI)                                  | 20              |
| Latvia (Latvijas Top 40)                  | 9               |
| Luxembourg Nhạc số (Billboard)            | 3               |
| Mexico Phát thanh (Billboard)             | 1               |
| Hà Lan (Dutch Top 40)                     | 2               |
| Hà Lan (Single Top 100)                   | 5               |
| New Zealand (Recorded Music NZ)           | 16              |
| Na Uy (VG-lista)                          | 15              |
| Ba Lan (Polish Airplay Top 100)           | 1               |
| Bồ Đào Nha (AFP)                          | 20              |
| Rumani (Airplay 100)                      | 44              |
| Scotland (OCC)                            | 13              |
| Slovakia (Rádio Top 100)                  | 7               |
| Slovakia (Singles Digitál Top 100)        | 8               |
| Slovenia (SloTop50)                       | 3               |
| Tây Ban Nha (PROMUSICAE)                  | 76              |
| Thụy Điển (Sverigetopplistan)             | 5               |
| Thụy Sĩ (Schweizer Hitparade)             | 3               |
| Anh Quốc (OCC)                            | 12              |
| Hoa Kỳ Billboard Hot 100                  | 4               |
| Hoa Kỳ Adult Contemporary (Billboard)     | 8               |
| Hoa Kỳ Adult Pop Airplay (Billboard)      | 1               |
| Hoa Kỳ Alternative Songs (Billboard)      | 1               |
| Hoa Kỳ Dance Club Songs (Billboard)       | 49              |
| Hoa Kỳ Dance/Mix Show Airplay (Billboard) | 1               |
| Hoa Kỳ Hot Rock Songs (Billboard)         | 1               |
| Hoa Kỳ Pop Airplay (Billboard)            | 1               |
| Hoa Kỳ Rock Airplay (Billboard)           | 1               |
| Hoa Kỳ Rolling Stone Top 100              | 46              |

| Bảng xếp hạng (2018)                  | Vị trí |
| ------------------------------------- | ------ |
| Australia (ARIA)                      | 32     |
| Austria (Ö3 Austria Top 40)           | 22     |
| Germany (Official German Charts)      | 54     |
| Netherlands (Dutch Top 40)            | 104    |
| Switzerland (Schweizer Hitparade)     | 72     |
| UK Singles (Official Charts Company)  | 90     |
| US Adult Top 40 (Billboard)           | 44     |
| US Alternative Songs (Billboard)      | 25     |
| US Hot Rock Songs (Billboard)         | 9      |
| US Rock Airplay (Billboard)           | 31     |
| Bảng xếp hạng (2019)                  | Vị trí |
| Australia (ARIA)                      | 71     |
| Austria (Ö3 Austria Top 40)           | 17     |
| Belgium (Ultratop 50 Flanders)        | 16     |
| Belgium (Ultratop 50 Wallonia)        | 37     |
| Canada (Canadian Hot 100)             | 16     |
| Denmark (Tracklisten)                 | 38     |
| Germany (Official German Charts)      | 28     |
| Hungary (Rádiós Top 40)               | 7      |
| Hungary (Single Top 40)               | 18     |
| Hungary (Stream Top 40)               | 5      |
| Israel (Galgalatz)                    | 5      |
| Italy (FIMI)                          | 63     |
| Latvia (LAIPA)                        | 57     |
| Mexico (Monitor Latino)               | 62     |
| Netherlands (Dutch Top 40)            | 25     |
| Netherlands (Single Top 100)          | 28     |
| Poland (ZPAV)                         | 28     |
| Slovenia (SloTop50)                   | 13     |
| Sweden (Sverigetopplistan)            | 34     |
| Switzerland (Schweizer Hitparade)     | 14     |
| Ukraine Airplay (Tophit)              | 130    |
| UK Singles (Official Charts Company)  | 31     |
| US Billboard Hot 100                  | 11     |
| US Adult Contemporary (Billboard)     | 12     |
| US Adult Top 40 (Billboard)           | 2      |
| US Alternative Songs (Billboard)      | 2      |
| US Dance/Mix Show Airplay (Billboard) | 6      |
| US Hot Rock Songs (Billboard)         | 1      |
| US Pop Songs (Billboard)              | 7      |
| US Rock Airplay (Billboard)           | 1      |
| US Rolling Stone Top 100              | 37     |

| Bảng xếp hạng (2000-09)       | Vị trí |
| ----------------------------- | ------ |
| Austria (Ö3 Austria Top 40)   | 21     |
| US Hot Rock Songs (Billboard) | 4      |

## Chứng nhận
| Quốc gia | Chứng nhận  | Số đơn vị/doanh số chứng nhận |
| --- | ----------- | ----------------------------- |
| Úc (ARIA) | 4× Bạch kim | 280.000‡                      |
| Áo (IFPI Áo) | Bạch kim    | 30.000‡                       |
| Bỉ (BEA) | Bạch kim    | 40.000‡                       |
| Canada (Music Canada) | 4× Bạch kim | 320.000‡                      |
| Đan Mạch (IFPI Đan Mạch) | Bạch kim    | 90.000‡                       |
| Pháp (SNEP) | Bạch kim    | 200.000‡                      |
| Đức (BVMI) | Bạch kim    | 300.000‡                      |
| Ý (FIMI) | 2× Bạch kim | 100.000‡                      |
| Hà Lan (NVPI) | Bạch kim    | 20.000‡                       |
| New Zealand (RMNZ) | Bạch kim    | 30.000‡                       |
| Na Uy (IFPI) | Vàng        | 30.000‡                       |
| Ba Lan (ZPAV) | 2× Bạch kim | 40.000‡                       |
| Tây Ban Nha (PROMUSICAE) | Vàng        | 20.000‡                       |
| Thụy Sĩ (IFPI) | Bạch kim    | 20.000‡                       |
| Anh Quốc (BPI) | Bạch kim    | 600.000‡                      |
| Hoa Kỳ (RIAA) | 4× Bạch kim | 4.000.000‡                    |
| * Chứng nhận dựa theo doanh số tiêu thụ. ^ Chứng nhận dựa theo doanh số nhập hàng. ‡ Chứng nhận dựa theo doanh số tiêu thụ và phát trực tuyến. |             |                               |